# マケレレ大学

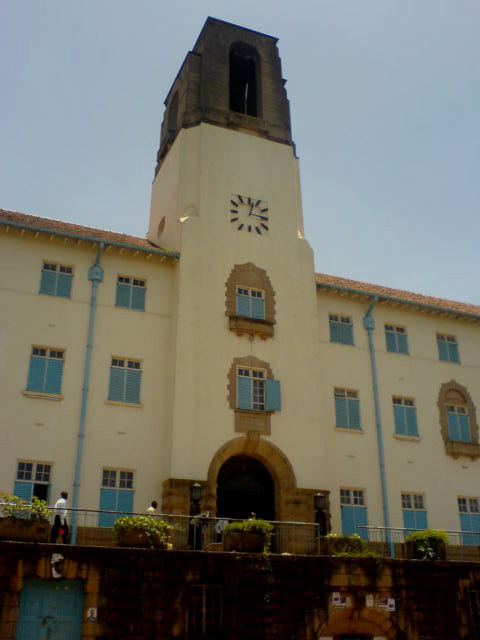
マケレレ大学の時計塔

マケレレ大学 (Makerere University) は、ウガンダ最大の大学である。1922年に技術学校として創立された。1963年にロンドン大学の学位につながるコースを提供する東アフリカ大学となった。1970年に東アフリカ大学はナイロビ大学（ケニア）、ダルエスサラーム大学（タンザニア）、そしてマケレレ大学の3つのそれぞれ独立した大学に分割された。今日、マケレレ大学は22の学部・学科、研究所を有し、30,000人の学部生と3,000人の大学院生にプログラムを提供している。キャンパスはウガンダの首都カンパラにある。
マケレレ大学は多数の独立後のアフリカの指導者の出身校である。ウガンダ独立時の大統領のミルトン・オボテ、タンガニーカ及びタンザニアの初代大統領のジュリウス・ニエレレ、タンザニアの第3代大統領のベンジャミン・ウィリアム・ムカパ、2002年からケニア大統領のムワイ・キバキらはマケレレ大学の卒業生である。
ウガンダ独立直後の時期、マケレレ大学はアフリカ民族主義文化の教育活動の拠点だった。ソマリア出身の小説家のヌルディン・ファラー、アフリカ・イスラム研究者のアリ・ マズルイ、マラウイ人の外交官・詩人のデヴィッド・ルバディリ、ウガンダ人作家のオケロ・オクリ、ケニア人小説家のグギ・ワ・ジオンゴ、マケレレ大学で教鞭をとったアメリカ人小説家のポール・セロー、ウガンダ人作家のピーター・ナザレスらは、いずれも創作活動や研究活動の一時期をマケレレ大学で過ごした。
2008年春から2010年秋にかけてノルウェーのベルゲン大学・オスロ大学と東アフリカ司書・情報科学学校（EASLIS）とともに、南スーダンのジュバ大学の蔵書検索の電子化などを推進する「ジュバ大学図書館自動化プロジェクト」に協力した。